# 方济住院会教堂 (维也纳)
方济住院会教堂（Minoritenkirche），正式名称为“雪中圣母意大利教堂”（Italienische Nationalkirche Maria Schnee），是一座法国哥特式教堂，位于位于维也纳第一区（内城），霍夫堡皇宫西北侧的方济住院会广场。
建造这座教堂的土地于1224年为圣方济各追随者获得，教堂1276年奠基，1350年完成。钟楼顶部在第一次奥土战争期间受损，战后重建，但是在第二次奥土战争期间再度被毁。
1782年，皇帝约瑟夫二世将这座教堂作为礼物送给意大利人，并改名为“雪中圣母意大利教堂”。
这座教堂是希特勒最知名艺术品，1910年所绘的水彩画的主题。

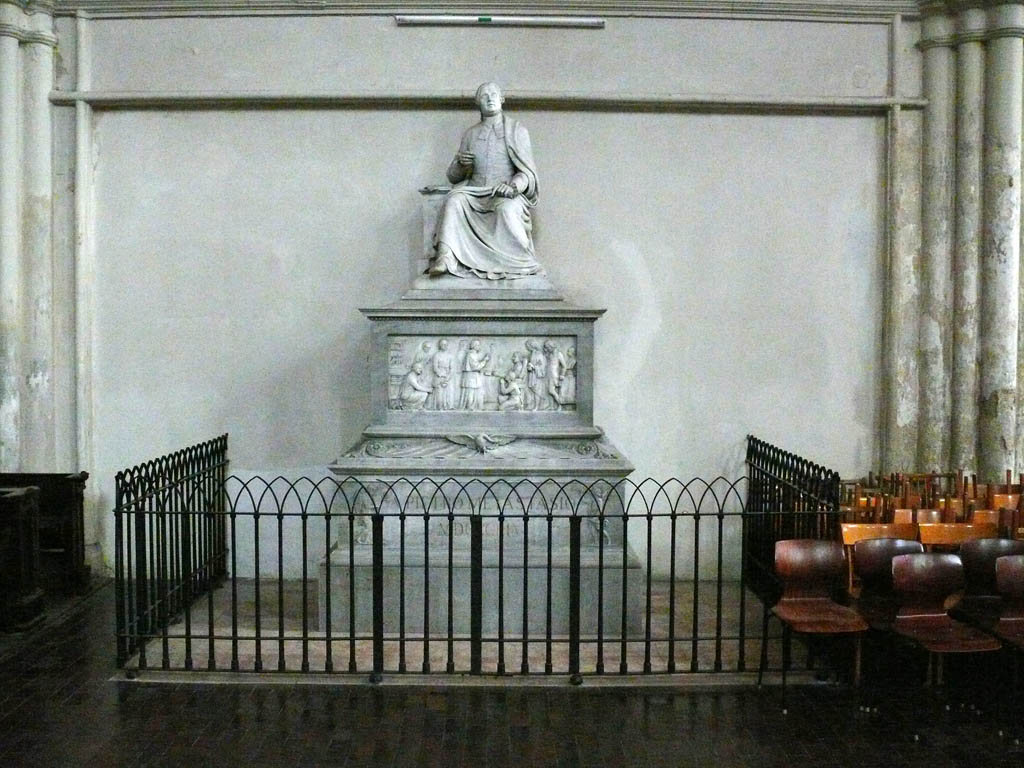
Monument for Pietro Metastasio